# The Last Experience
 (août 2020).

Le 24 février 1969, The Jimi Hendrix Experience se produit au Royal Albert Hall, donnant un concert considéré par de nombreux spécialistes comme l'un des meilleurs de sa carrière.[réf. nécessaire]
L'intégralité du concert a été enregistrée et filmée professionnellement.

## Liste des titres
1. Lover Man
2. Stone Free
3. Hear My Train A Comin'
4. I Don't Live Today
5. Red House
6. Foxy Lady
7. Sunshine Of Your Love
8. Bleeding Heart
9. Fire
10. Little Wing
11. Voodoo Child (Slight Return)
12. Room Full Of Mirrors
13. Purple Haze
14. Wild Thing
15. Star Spangled Banner

## Musiciens
- Jimi Hendrix : guitare, chant
- Noel Redding : basse, seconde voix
- Mitch Mitchell : batterie

Sur Room Full Of Mirrors uniquement (par ordre d'apparition) :
- Rocky Dzidzournou : congas
- Dave Mason : guitare
- Chris Wood : flûte

## Discographie

### Experience(août 1971)
Albums de Jimi Hendrix
The Cry of Love
(1971) Rainbow Bridge
(1971)
Publié par Ember en août 1971 au Royaume-Uni, Experience est le premier album officiel consacré au Royal Albert Hall. 
Contrairement à la date figurant sur la pochette de l'album (18 février 1969), les chansons qui figurent sur l'album proviennent toutes du concert donné le 24 février 1969 au Royal Albert Hall à Londres. Une suite intitulée More Experience provenant du même concert sort un an plus tard.

#### Contenu
Face A
1. Opening Jam (Sunshine of Your Love) (Cream) – 6:48
2. Room Full Of Mirrors – 8:15

Face B
1. C# Blues (People, People, People) (en fait Bleeding Heart) – 8:27
2. Smashing Of Amps (en fait Star Spangled Banner) – 6:25

Avec More Experience, cet album fera l'objet de très nombreuses rééditions reprenant le même matériel, souvent considérées comme médiocres.

### More Experience(mars 1972)
Albums de Jimi Hendrix
Hendrix in the West
(1972) War Heroes
(1972)
More Experience est un album live posthume de Jimi Hendrix sorti en mars 1972 en Angleterre par le label Ember Records. Les chansons qui figurent sur l'album proviennent toutes du concert donné le 24 février 1969 au Royal Albert Hall à Londres. C'est la suite de l'album Experience sorti un an plus tôt.
À la suite de la publication de Hendrix in the West, le label Ember (qui avait les droits du concert) répliqua en mars 1972 (toujours au Royaume-Uni) en publiant l'album More Experience.

#### Contenu
Face A
1. Little Wing – 3:20
2. Voodoo Child (Slight Return) – 7:17
3. Room Full of Mirrors (version éditée) – 2:56

Face B
1. Fire – 3:44
2. Purple Haze – 3:04
3. Wild Thing – 1:30
4. Bleeding Heart (version éditée) – 5:30

L'enregistrement présente de nombreuses anomalies : outre le fait qu'on y retrouve Bleeding Heart (sans sa longue introduction), figure également sur le disque une version éditée de Room Full Of Mirrors sur laquelle certains éléments du solo de Jimi Hendrix sont remontés à divers endroits de la rythmique (on entend le solo original de Hendrix enfoui dans le mixage : il jouait assez fort pour être repiqué par les micros de la batterie).
On retrouve enfin les deux titres déjà publiés sur Hendrix in the West : Little Ivey (qui est en fait Little Wing) et Voodoo Child (Slight Return).

### Quelques titres publiés officiellement
Bien que le matériel de ce concert était en principe inutilisable pour des raisons contractuelles, les producteurs chargés de l'héritage discographique de Jimi Hendrix ont publié officiellement un certain nombre de titres au fil des années :
- Little Wing et Voodoo Child (Slight Return) sur Hendrix in the West, désormais disponibles sur The Jimi Hendrix Experience Box Set ;
- Stone Free et Bleeding Heart sur The Jimi Hendrix Concerts (non réédité) ;
- Red House sur Variations on a Theme: Red House (non réédité).

### The Last Experience(2002)
C'est un triple album publié par Charly (un label officiel) en 2002 et réédité en 2006 qui présente l'intégralité du concert, avec en prime des répétitions et un enregistrement amateur du concert donné la semaine précédente au Royal Albert Hall.
En 2005, le label Purple Haze Records a publié An Evening With The Jimi Hendrix Experience, un double album reprenant l'intégralité de la performance avec en préliminaire les meilleurs titres joués lors des répétitions du concert.

### Contenu
Disque 1
1. Introduction & Tune-Up
2. Lover Man
3. Stone Free
4. Gettin My Heart Back Together Again
5. I Don't Live Today
6. Red House
7. Foxy Lady
8. Sunshine Of Your Love
9. Bleeding Heart

Disque 2
1. Fire
2. Little Wing
3. Voodoo Chile (Slight Return)
4. Room Full Of Mirrors
5. Announcement & Tune-Up
6. Purple Haze
7. Wild Thing
8. The Star Spangled Banner / Smashing Of The Amps